# Военно-морское минно-торпедное авиационное училище имени С. А. Леваневского
Военно-морское минно-торпедное авиационное училище имени С. А. Леваневского — бывшее военно-учебное заведение Военно-воздушных сил ВМФ СССР в городе Николаев Украинской ССР.

## История
20 мая 1929 года в городе Николаев была сформирована школа гидроавиации ОСОАВИАХИМа. В школе имелись гидросамолёты МУ-1 и SIAI S.16. 11 сентября этого года слушатели приступили к практическим полётам, а в ноябре состоялся первый выпуск 6 пилотов.
Летом 1930 года был произведён первый выпуск авиационных мотористов.
Летом 1931 года штат школы был расширен, в 1933 году парк пополнился 6 новыми самолётами Ш-2.
1 января 1935 года школа передана в подчинение Главному управлению Северного морского пути (ГУ СМП) и стала именоваться Школой морских лётчиков Главсевморпути.
В 1935 году определяется штатное расписание школы, определяется положение о курсантах. Школа имеет гидроаэродром на берегу реки Южный Буг, сухопутные аэродромы в районах хутора Водопой (ныне аэродром «Кульбакино») и села Сливино.
13 августа 1938 года школе присвоено имя Героя Советского Союза С. А. Леваневского (приказ по ГУ СМП № 328). 2 сентября этого года, согласно приказу по ГУ СМП № 349, школа передаётся под управление Народного комиссариата ВМФ СССР (НК ВМФ) и стала называться Николаевской школой морских лётчиков имени С. А. Леваневского. Спустя три недели школа преобразована в авиационное училище и стала называться Военно-морским авиационным училищем имени С. А. Леваневского.
Училище готовило как лётный, так и технический состав для авиации. Выпуск 1938 года был поделён между гражданской авиацией ГУ ГВФ, полярной авиацией ГУ СМП и авиацией ВВС ВМФ.
1 января 1939 года установлено днём образования части (годовым праздником училища).
В июле 1939 года в училище передана эскадрилья самолётов Р-5 из Ейского ВМАУ, с дислокацией на аэродроме «Сливино». 29 сентября училищу переданы авиаремонтные мастерские ГУ СМП (будущий 328-й авиаремонтный завод ВМФ). В октябре училищу передана 17-я отдельная морская разведывательная авиационная эскадрилья ВВС ЧФ, с дислокацией на гидроаэродромах рек Южный Буг и Ингул. К концу года из Ейска прибыл курс лётчиков-наблюдателей, в составе трёх авиационных эскадрилий. Численность личного состава училища составила 2143 человека, из которых 600 человек — курсанты.
28 июня 1941 года две эскадрильи гидросамолётов из Николаевского ВМАУ переданы в Ейское ВМАУ, с дислокацией на гидроаэродроме «Ейская Коса». Одновременно в Николаевском училище эти эскадрильи формируются заново, и в составе становится шесть учебных авиаэскадрилий.
4 июля Николаевское ВМАУ передислоцировано в Бердянск, в августе-сентябре — в райцентр Безенчук Куйбышевской области. В это время в училище начинается изучение новых типов самолётов — Пе-2, Пе-3, Ил-2.
На основании Приказа НК ВМФ № 0895 осенью 1941 года от Николаевского и Ейского училища выделяется по одной эскадрилье гидросамолётов, обращённых на формирование нового ВМАУ в Астраханской области.
За годы войны на базе училища был сформирован ряд боевых частей: 28-й и 29-й пикировочно-бомбардировочные авиационные полки ВМФ, которые впоследствии вошли в состав ОМАГ РГК, 25-я и 52-я ночные бомбардировочные эскадрильи ВВС БФ.
Весной 1944 года, после освобождения города Николаев от немецких войск командование училища вылетело к месту старой дислокации, для оценки ситуации на месте и возможности передислокации училища. Предположительно из-за ошибки в технике пилотирования самолёт Р-5 потерпел катастрофу, все находившиеся на борту погибли, в том числе начальник училища Ф. А. Морозов.
К марту 1945 года Николаевское ВМАУ полностью передислоцировалось на старое место. Учебные полки размещались на аэродромах «Водопой», «Сливино», «Лоцкино», «Чернобаевка» (ныне «Херсон»), а в дальнейшем: «Карагоз», «Заселье» и «Скадовск».
В 1945 году семь учебных авиаэскадрилий переформированы в учебные авиационные полки.
Начиная с 1945 года училище прекращает ускоренную подготовку, а в 1946 году начинает обучение, помимо лётного состава, фототехников, начальников связи и авиамехаников всех специальностей.
Основным парком самолётов в училище оставались Ил-4, переданные из боевых частей ВМФ, изношенные и с выработанным ресурсом. Большой проблемой для училища в то время являлась высокая аварийность.
В 1952 году начали поступать реактивные самолёты Ил-28. Четыре учебных авиаполка готовили курсантов на новых машинах, два продолжали обучать на Ту-2 и Ил-4. Три полка (предположительно) переданы в формируемое 93-е военно-морское авиационное училище лётчиков первоначального обучения ВМФ (93-е ВМАУ ЛПО ВМФ) в Ленинградской области.
С 1957 года в училище имелся 21-й учебно-лётный центр, в котором осуществлялась подготовка экипажей вертолётов.
В ноябре 1959 года Николаевское ВММТАУ было расформировано. На его базе, а также на базе 4-го учебного центра и 21-го учебно-лётного центра, создаётся 33-й учебный центр авиации ВМФ (33-й УЦ АВМФ).

## Учебные части
- 1-я учебная АЭ → 1-й УМТАП → 1580-й УАП, в 1952 году передан в 93-е ВМАУ ЛПО ВМФ;
- 2-я учебная АЭ → 2-й УМТАП → 1581-й УАП, в 1952 году передан в 93-е ВМАУ ЛПО ВМФ;
- 3-я учебная АЭ → 3-й УМТАП → 1582-й УАП, в 1952 году передан в 93-е ВМАУ ЛПО ВМФ;
- 17-я ОМРАЭ → 4-я учебная АЭ → 4-й УМТАП → 1583-й УМТАП → 950-й УМТАП → 950-й УАПВ, 225-й УАПВ, 555-й ОАПВ 33-го УЦ АВМФ;
- 5-я учебная АЭ → 5-й УМТАП → 1584-й УМТАП → 951-й УМТАП → 540-й МТАП 33-го УЦ АВМФ;
- 6-я транспортная АЭ;
- 7-я учебная АЭ;
- перегоночная АЭ;
- учебная транспортная АЭ;
- 1585-й УМТАП → 983-й УМТАП;
- 2006-й УМТАП → 992-й УМТАП;
- 2015-й УМТАП → 994-й УМТАП;
- 2032-й УМТАП ПШ → 995-й УМТАП ПШ → 552-й УМТАП 33-го УЦ АВМФ.

## Командование училища
- П. Н. Кондырев (1929—1931);
- С. П. Ванюшин;
- Е. М. Конкин;
- Н. И. Глухов;
- М. П. Пузанов (погиб);
- А. М. Миронов;
- Ф. А. Морозов (погиб);
- И. В. Шарапов;
- С. А. Коваленко;
- И. Т. Карпенко, Герой Советского Союза (январь — декабрь 1959 г.).